# Blanchard (Louisiana)
Blanchard is een plaats (town) in de Amerikaanse staat Louisiana, en valt bestuurlijk gezien onder Caddo Parish.

## Demografie
Bij de volkstelling in 2000 werd het aantal inwoners vastgesteld op 2050.
In 2006 is het aantal inwoners door het United States Census Bureau geschat op 2439, een stijging van 389 (19,0%).

## Geografie
Volgens het United States Census Bureau beslaat de plaats een oppervlakte van
6,3 km², geheel bestaande uit land. Blanchard ligt op ongeveer 76 m boven zeeniveau.

## Plaatsen in de nabije omgeving
De onderstaande figuur toont nabijgelegen plaatsen in een straal van 20 km rond Blanchard.